# John Wick (auteur)
Pour les articles homonymes, voir Wick.
Pour l’article homonyme, voir John Wick (film).
John Wick est un écrivain et auteur de jeux de rôle américain, né le 10 décembre 1968 et demeurant à Vista, en Californie.

## Biographie
Fan des œuvres de Howard Phillips Lovecraft, il a découvert tôt le jeu de rôle par hasard en tombant sur un exemplaire de L'Appel de Cthulhu, le jeu basé sur les écrits de Lovecraft.  Il découvrira par la suite Donjons et Dragons.
Il est connu en particulier pour ses contributions créatives aux jeux de rôle et de carte Le Livre des cinq anneaux (Legend of the five rings, L5R) et Les Secrets de la 7e mer (7th Sea) des éditions Alderac Entertainment Group. Il publia à compte d'auteur Orkworld sous la bannière Wicked Press, et par la suite fonda la société Wicked Dead Brewing Company avec Jared Sorensen. Ses jeux publiés par cette compagnie comprennent Cat, Schauermärchen, Enemy Gods et Thirty.
Il a également écrit pour les sociétés White Wolf Publishing, Pinnacle Entertainment Group, et a travaillé pour plusieurs studios de création de jeux vidéo, créant des scénarios et des dialogues. Il fut le rédacteur de deux chroniques régulières pour des magazines en ligne: The Game Designer's Journal pour The Gaming Outpost et Play Dirty pour Pyramid Magazine.
Il fut l'un des fondateurs de FRPG, ou Five Rings Publishing Group, la société responsable de la création des jeux de cartes à collectionner Legend of the Five Rings (L5R) et Legend of the Burning Sands (LBS). Il fut par la suite engagé afin d'écrire des récits pour le jeu en ligne Neopets, et contribua à la création du jeu de carte à collectionner sur le même thème.
En 2010, les éditions Bibliothèque Interdite publie Dirty MJ, l'adaptation française de Play Dirty, un manuel sur l'art de la maîtrise de jeu. L'ouvrage est un succès avec plus de 5000 copies vendus. 
En 2015, les éditions Arkhane Asylum Publishing annoncent avoir signé un contrat d'adaptation des œuvres majeures de John Wick, notamment la republication de Dirty MJ, mais aussi de ses jeux de rôles Houses of the Blooded (Les Lignées de sang en français), Blood & Honor (Sang et Honneur en français, basé sur le même système que Les Lignées de sang), Thirty (un jeu de rôle indépendant sur les chevaliers templiers), Necromonopoly (un jeu de plateau croisant le mythe de Cthulhu avec le Monopoly) ainsi que The Big Book of Little Games, un recueil de jeux de rôle indépendants (dont Cats, Shotgun Diaries…). Tous ces jeux font l'objet d'une adaptation sous le label John Wick Présente de l'éditeur.